# Oreochromini
Die Oreochromini sind eine Tribus der Buntbarsche (Cichlidae), zu der zehn Gattungen gezählt werden, die bisher den Tilapiini zugerechnet wurden. Oreochromini-Arten sind in Afrika südlich der Sahara weit verbreitet und leben in Süß- und Brackwasser. Das Verbreitungsgebiet in Afrika reicht vom Senegal bis zum Kongo und den Flüssen Angolas und reicht über den Tschadsee bis in den Sudan, in den Nil und die ostafrikanischen Seen. Reliktpopulationen gibt es im marokkanischen Wadi Draa, in der Danakilsenke, im Jordan und im südlichen Iran. Es sind teilweise recht große Fische, die beliebte Speisefische sind und in Teichen gezüchtet werden. Wegen ihrer wirtschaftlichen Bedeutung sind viele Arten in anderen Ländern mit wärmerem Klima ausgesetzt worden.

## Merkmale
Die Eigenständigkeit der Tribus und der Unterschied zu den Tilapiini wird durch acht molekulare Autapomorphien gestützt, fünf davon betreffen die Mitochondriale DNA, drei die DNA des Zellkerns. Morphologische Merkmale der Tribus sind der aus den zusammengewachsenen fünften Ceratobranchialen bestehende untere Schlundkiefer, der ebenso breit wie lang ist und einen vorderen Kiel aufweist, der länger ist als der bezahnte Bereich (nicht bei Tristramella). Die hinten liegenden Schlundzähne sind ein- oder zweispitzig, in seltenen Fällen auch dreispitzig. Bei Tristramella simonis sind sie molariform. Der erste Kiemenbogen trägt 13 bis 32 Kiemenrechen. Wie alle Buntbarsche haben die Oreochromini zwei Seitenlinien. Der Körper ist mit Rundschuppen bedeckt. 24 bis 32 liegen in einer mittleren Längsreihe. In beiden Kiefern sind die Zähne der äußeren Zahnreihe ein-, zwei- oder dreispitzig, die der inneren Reihe sind kleiner und ebenfalls ein-, zwei- oder dreispitzig. Die Zähne sind kräftig, manchmal schlank und spatelförmig, manchmal löffelförmig. Die Kiefer sind in den meisten Fällen vorstülpbar (protraktil). Die Rückenflosse wird von 14 bis 19 Hartstrahlen (bei Alcolapia nur 9 bis 11) und 6 bis 11 unverzweigten Weichstrahlen gestützt. Sie zeigt bei den meisten Arten einen typischen Tilapiafleck. Die Bauchflossen sind zugespitzt. Die Fische entwickeln im Allgemeinen keinen Stirnbuckel. Sie zeigen meist ein Muster von schmalen, senkrechten Streifen auf ihren Körperseiten. Alle Oreochromini sind Maulbrüter.

## Gattungen
Zu den Oreochromini gehören folgende Gattungen:
- Danakilia (Afrerasee, Abaededsee (Danakilsenke)), 2 Arten
- Iranocichla (Iran nördlich der Straße von Hormus), 2 Arten
- Konia (Barombi Mbo), 2 Arten
- Myaka (Barombi Mbo), 1 Art
- † Oreochromimos[1]
- Oreochromis, inklusive Alcolapia, 37 Arten
- Pungu (Barombi Mbo), 1 Art
- Sarotherodon, 13 Arten
- Stomatepia (Barombi Mbo), 3 Arten
- Tristramella (See Genezareth, Syrien, Jordanien), 2 Arten